# Фридрих V (маркграф Баден-Дурлаха)
Фридрих V Баден-Дурлахский (6 июля 1594, Зульцбург — 8 сентября 1659, Дурлах) — маркграф Баден-Дурлаха с 1622 года до своей смерти.

## Биография
Фридрих V был сыном маркграфа Георга Фридриха Баден-Дурлахского и его первой жены Юлианы Урсулы Сальмской. Он получил образование в Зульцбурге. В 1613—1614 годах Фридрих V совершил гран-тур по Франции, Великобритании и Нидерландам.
В 1622 году Надворный совет принял решение отдать маркграфство Баден-Баден Эдуарду Фортунату. Разочарованный маркграф Георг Фридрих отрёкся от престола 22 апреля 1622 года в пользу своего сына Фридриха V. Фридрих управлял Баден-Дурлахом до своей смерти в 1659 году.
После того, как Баден-Дурлах проиграл битву при Вимпфене, страна была разорена войсками Тилли. Дурлах и другие незащищённые города были неоднократно сожжены или разграблены. Фридрих V не получал свою имперскую инвеституру до 1627 года, а после только в суровых ограничениях. Люди невыразимо пострадали за тот период. В 1648 году в Дурлахе разразилась чума, которая убила ещё больше людей. Протестант Фридрих V был свергнут императором Фердинандом II во время Тридцатилетней войны. Фердинанд II передал Баден-Дурлах католическому маркграфу Баден-Бадена. Затем Фридрих ушёл из политики до конца войны.
В 1632 году принц Анхальт-Кётена Людвиг I сделал Фридриха V членом своего Плодоносного общества. Общество наградило Фридриха прозвищем «Родственник» (нем. der Verwandte) и виноградную гроздь в качестве его эмблемы. Фридрих был 207-м членом общества.
Чтобы избежать Реституционного эдикта, Фридрих V присоединился к шведскому королю Густаву II Адольфу и возобновил свой союз со Швецией и Францией в 1635 году после битвы при Нёрдлингене. Следовательно, Фридрих V был исключён из амнистии, предоставленной Сеймом в 1640 году.
На мирных переговорах в Мюнстере, которые привели к заключению Вестфальскому миру, Фридриха представлял его советник, амтманн Иоганн Георг Меркельбахский из Баденвайлера. Баден-Дурлах был возвращён Фридриху V, однако не получил Верхний Баден. Фридрих вернулся в Дурлах в 1650 году и в 1654 году он обнародовал новый гражданский кодекс, который его отец создал в 1622 году.
Фридрих V умер 8 сентября 1659 года в возрасте 65 лет в замке Карлсбург в Дурлахе.

## Браки и дети

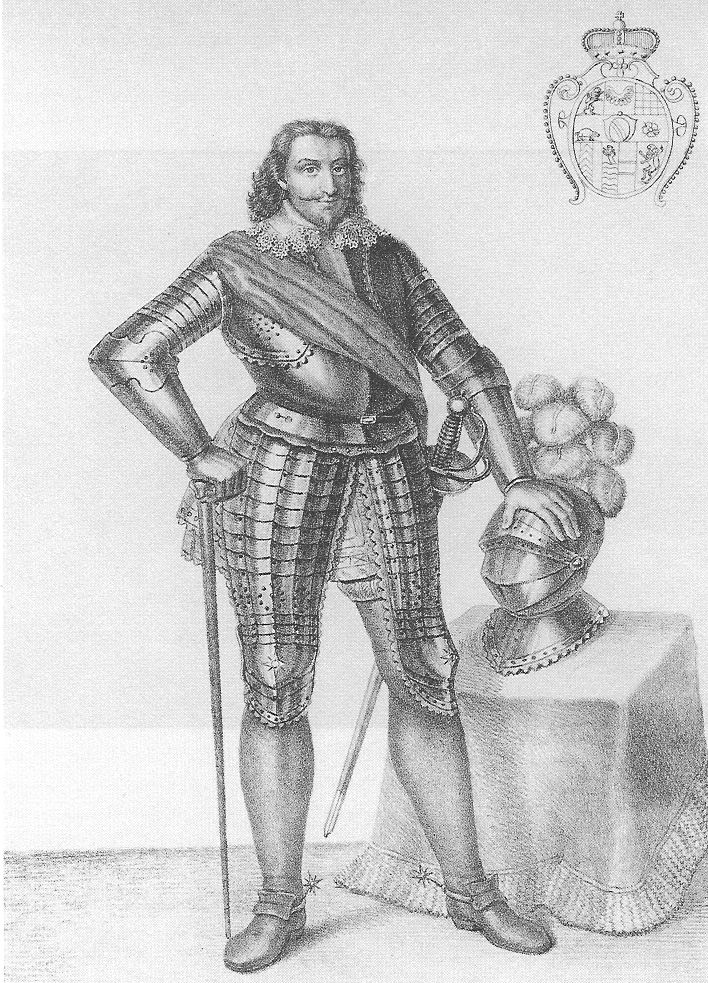
Фридрих V Баден-Дурлахский

- Первая жена (с 21 декабря 1616) — Барбара Вюртембергская (4 декабря 1593 — 8 мая 1627), дочь герцога Фридриха I Вюртембергского. У супругов было семеро детей:

1. Фридрих VI (16 ноября 1617 — 31 января 1677), имперский военачальник и маркграф Баден-Дурлаха в 1659—1677 годах
2. Сибилла (4 ноября 1618 — 7 июля 1623)
3. Карл Магнус (27 марта 1621 — 29 ноября 1658)
4. Барбара (6 июня 1622 — 13 сентября 1639)
5. Иоганна (5 декабря 1623 — 2 января 1661), 1-й муж (с 1640) — шведский главнокомандующий Юхан Банер (1596—1641); 2-й муж (с 1648) — граф Хенрик фон Турн (ум. 1656)
6. Фридрих (6 апреля 1625 — 16 июня 1645)
7. Кристина (25 декабря 1626 — 11 июля 1627)

- Вторая жена (с 8 октября 1627) — Элеонора Сольмс-Лаубахская (9 сентября 1605 — 6 июля 1633), дочь графа Альберта Отто Альбрехта I Сольмс-Лаубахского. У супругов было трое детей:

1. Анна Филиппа (9 сентября 1629 — 27 декабря 1629)
2. Элеонора (ум. 15 ноября 1630)
3. Бернхард Густав (24 декабря 1631 — 26 декабря 1677), генерал-майор в шведской армии; в 1665 году перешёл в католичество; с 1668 года принц-аббат в Кемптене; с 1671 года также аббат Фульдского аббатства; с 1672 года кардинал в римской церкви Санта-Сузанна

- Третья жена (с 21 января 1634) — Мария Елизавета Вальдек-Эйзенбергская (2 сентября 1608 — 19 февраля 1643), дочь графа Вольрада IV Вальдек-Эйзенбергского. Брак был бездетным.

- Четвёртая жена (с 13 февраля 1644) — Анна Мария фон Гоген-Герольдсекская (28 октября 1593 — 25 мая 1649), вдова графа Фридриха Сольмс-Лаубахского и дочь Якоба фон Гоген-Герольдсекского. Брак был бездетным.

- Пятая жена (с 20 мая 1650) — Евсевия Елизавета Фюрстенбергская (ум. 8 июня 1676), дочь графа Кристофа II Фюрстенбергского. Брак был бездетным.